# Yare
River Yare je řeka ve východoanglickém hrabství Norfolk. Je dlouhá 77 km. Podle polohy v ústí řeky je pojmenováno město Great Yarmouth. Průplav Haddiscoe Cut propojuje Yare s řekou Waveney.
Pramení nedaleko Derehamu a vlévá se do Severního moře v Gorleston-on-Sea. Významnými přítoky jsou Tiffey a Wensum. Řeka je splavná od města Norwich. Podél Yare vede turistická stezka Wherryman's Way (wherry je název místní nákladní plachetnice).
Yare protéká národním parkem The Broads. V ústí řeky leží ramsarská lokalita Breydon Water, kde zimuje labuť malá. Řeka je často navštěvována rekreačními rybáři.
Místní scenérie zobrazovali malíři tzv. norwichské školy, jejímž hlavním představitelem byl John Crome.